# Tovarníky
Tovarníky è un comune della Slovacchia facente parte del distretto di Topoľčany, nella regione di Nitra.